# Sacramentario del vescovo Warmondo
Il sacramentario del vescovo Warmondo (in latino Sacramentarium Episcopi Warmundi) è un sacramentario commissionato dal vescovo Warmondo di Ivrea a cavallo dell'anno 1000 e attualmente conservato presso la Biblioteca Capitolare di Ivrea.
Il codice, di dimensione di 22 x 31 cm, è composto di 222 fogli di pergamena, scritti su entrambi i lati. Dei numerosi codici posseduti dal vescovo, questo è quello più riccamente illustrato: contiene 65 immagini a piena pagina e più di trecento lettere iniziali variamente disegnate utilizzando come colori l'azzurro, il giallo, il verde e il rosso.
Il tratto distintivo è la commistione di elementi tradizionali (immagini di santi e della vita di Cristo) con elementi innovativi (scene di incoronazione di regnanti e tre che ritraggono il vescovo stesso).
Gli studiosi attribuiscono a questo accostamento di temi un significato propagandistico a favore del sistema della chiesa imperiale di cui Warmondo, sostenitore dell'imperatore Ottone III di Sassonia nel contrasto con Arduino d'Ivrea, era un fautore.